# Mas d'en Just
El Mas d'en Just és un mas situat al municipi de Vilaverd a la comarca catalana de la Conca de Barberà.